# 句読点
句読点（くとうてん、英: punctuation）とは、句点（。や．）と読点（、や，）の様な文中や文末、あるいは文頭において、意味上の区切りや可読性を高めるために、一般に単独、あるいは一組で用いる約物の総称である。最も狭義には、各表記体系におけるピリオド（.、フルストップ）とカンマ（,、コンマ）に相当するもののみを指すが、より広く疑問符（？、インテロゲーション）や感嘆符（！、エクスクラメーション）、省略符を含む場合、さらに広義には括弧やカギ括弧などの文章に使う様々な約物全般を含む場合がある。
句読点は、その置き方により構文上の重大な変化を起こしうる。例えば英語では、eats, shoots and leaves（食って撃って逃げる）とeats shoots and leaves（芽と葉を食べる）の場合、カンマを入れることによって意味が変化する。
文字種が多く、単語の前後に送り仮名や助詞の仮名文字が入り、その視覚効果が意味を区切る日本語において、カンマに相当する読点は、意味の区切りとしてよりも、その名が示す通り、単に可読性を高めるために用いられる。また、古くより読点を付すことは、「読点がないと文が読めない」として読み手の読解力を軽んじる失礼な行為とみなすこともあり、現在でも一般に和歌や短歌において句読点は用いない。しかし、現代日本語については、近代的な活字の導入と共に分かち書きの習慣を失ったため、なかんずく熟語の連続においてしばしば誤読を招き（アフガン航空相撲を参照）、よほど余白に余裕がない場合を除いて読点を付す。
一般にどの言語においても、文の構造を示したり、あるいは可読性を高めたりするために重要な要素となっている。したがって、国や地域、学会および各言語の統制機関、場合によっては教会などが正書法を定め、用法を厳格に定義することもある。
同じ言語でも正書法が異なれば当然、正しい使い方は異なる。例えば英語では、英国式では引用符で句を括った場合に、その引用に属さない句読点は引用符の外に出すが、米国式では中に入れる。
さらに、普通、正書法を私的な文章に厳格に適用することはないため、どの言語においても私的な文章の句読点は軽視される。

## 歴史

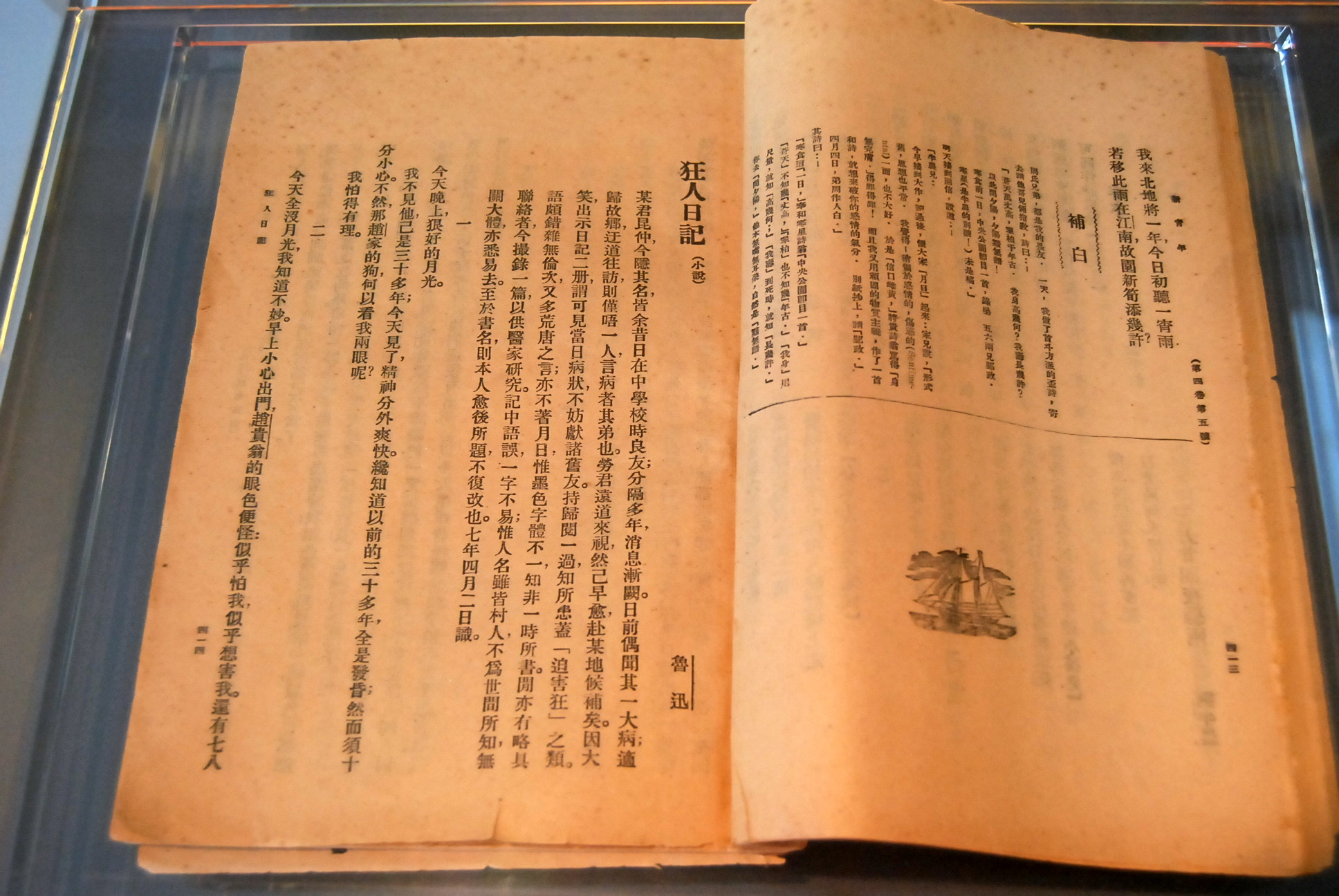
『新青年』に掲載された魯迅『狂人日記』(1918年)、縦書きに「。」「，」「；」を使用

初期のアルファベット表記では大文字と小文字の区別も、単語間の空白もなかったが、古代ギリシアで文章を音読するときに休止を置く場所を示すための記号として点が使われはじめた。ラテン語ではアエリウス・ドナトゥスらが句読点の使用を推奨した。活版印刷術の発展とともに句読点が標準化されるようになった。
ヘブライ語聖書には、節をつけて朗読するためのさまざまな記号が文字の下に附されており、そのうちのあるものはそこで切れる（または切れない）ことを知らせるために使うことができる。一方、現代ヘブライ語では西洋の句読点と同じものを使用している。現在は、それ以外の言語でも西洋と同じ、または類似した句読点を採用していることが多い。西洋と異なる句読点としては、縦棒を用いるもの（チベット語など）、空白を用いるもの（タイ語など）、複数の点や横線を組み合わせたもの（エチオピア文字）などがある。
中国には古くから句読点に相当する記号が存在した。たとえば戦国時代の郭店楚簡には句読点に相当すると思われる記号が付されている。後には句点と読点を区別する工夫も行われた。しかし句読点を記すことは必須ではなく、大部分の書物には句読点が書かれていなかったため、読む側で句読点をつける必要があった。20世紀にはいると西洋の影響で区切り記号を使用することが試みられ、これを「新式標点」と呼んだ。1919年に胡適・馬裕藻・周作人・朱希祖・劉復・銭玄同の6人が教育部に「請頒行新式標点符号議案」を提出し、翌年正式に公布された。中華人民共和国では従来の標点符号に少し変更を加えたものを1951年に『標点符号用法』として公布した。『標点符号用法』は1995年に改訂されて国家標準 GB/T 15834 として公布され、その後も数回の改訂を経ている。台湾では1987年に教育部が『重訂標点符号手冊』を発行した（2008年に修訂）。
日本では中世以前、正式な文書は漢文で書かれていたので、中国と同様であった。中世以降、仮名書き文や漢字仮名交書き文が普及したが、草書体から発展した平仮名での筆記は、文章の区切りごとに繋がって綴られることが多く、また語頭とそれ以外で仮名を使い分けたり、漢字と仮名を交ぜ書きすることによって、ある程度句読点に相当する機能を果たしていた。
近代に入って活字の使用が増え始めると、明治20年代から明治30年代以降、日本語での句読点の使用が徐々に現れはじめた。この頃、芥川龍之介は「僕等は句読点の原則すら確立せざる言語上の暗黒時代に生まれたるものなり。」と書き残している。句読点の置き方の標準がはじめて公的に示されたのは、明治39年（1906年）の文部省大臣官房圖書課の「句読法案（句読点法案）」である。太平洋戦争後のものとしては「くぎり記号の使ひ方（案）」などがある。詳細は「公用文作成の要領」を参照。

## 句読点の組み合わせ

### 日本語
日本語では、原則として縦組みでも横組みでも「、。」を用いる。例外として、横組みの場合は事情に応じて「，。」を用いてもよいとされる。昭和中頃から令和初頭までは、横組みの場合の句読点は「，。」が原則であるとされていた。
縦組みの句読点が古くから「、。」で統一されていたのに対し、横組みの句読点は日本語の改革が起きた明治時代以降「、。」に加えて「，。」「，．」の組み合わせが混在し、令和時代に至るまで長らく統一されることがなかった。
昭和26年（1951年）に「公用文作成の要領」が第12回国語審議会で議決、建議され、翌27年（1952年）に内閣から各省庁に通知された。この要領において公文書は横書きとし、句読点は「，。」を用いるよう定められた。公文書である日本産業規格は横書きであり、句読点に「，。」を用いていた。教育の分野においては「，。」が「学習指導要領における表記」であると定められ、横組みの教科書（社会、算数・数学、理科、英語、音楽など）はほとんどがこれに倣っていた（国語、書写及び書道は縦組みなので「、。」を使用）。
こうしたルール作りが行われたことで横組み句読点の問題は一旦は決着したかに思われたものの、これらの表記に強制力はなく、広く一般に定着したとは言い難い状況が続いた。一般社会では横組みにおいても「、。」が引き続き使用され、行政においてすら官報をはじめとしてこの要領に沿わず「、。」を使用する公文書が多く発行されており、公文書に「，。」を用いる省庁や自治体は極めて少数派となっていた。こうした状況を鑑みて、平成後期には国語審議会の後継団体である文化審議会国語分科会によって、横組みの句読点に関するルールの見直しが始まった。
そして令和4年（2022年）に「公用文作成の考え方」が国語分科会によって建議され、内閣によって通知された。「公用文作成の考え方」では従来の「，。」に代わって「、。」が横書きにおける句読点の原則となり、「，。」は事情に応じて用いることもできるとされるに留まった。なお、「，．」は欧文の場合や学術的・専門的に必要な場合等を除いて用いないとされている。令和4年の「公用文作成の考え方」の通知をもって、昭和26年の「公用文作成の要領」は廃止された。
ワードプロセッサやパーソナルコンピュータの分野では、日本語入力システムないしはワープロソフト等の設定によって利用者が標準的に入力する句読点の組合せを選択できることが多い（ただし、ソフトによっては「、。」と「，．」の組合せのみで、句点と読点それぞれを独立して設定できないものもある）。これにより、利用者が所属する組織や扱う文書によって設定を変更することで同一の入力操作で違和感なく句読点の様式を統一することができる。なお、半角の「､｡」は半角カナの範疇に入る。

### 中国語
簡体字では、縦書きでも横書きでも「，。」の組合せを用いる。「、」は日本の中黒に相当する別の記号である。繁体字は、近年成立した簡体字や日本語とは異なり、文字の上下高の中央に句読点を配置している（「，。」）。

### 朝鮮語
朝鮮語の場合、大韓民国では1988年のハングル正書法附録で、縦書きでは「、。」を、横書きでは「，．」を用いるとしていたが、縦書きがほとんど使われないため、2015年施行の改正で「、。」は削除された。それ以降、縦書きにおいても「，．」が用いられる傾向にある（実際に韓国の漫画作品などで確認可能）。北朝鮮では1954年の朝鮮語綴字法以来「，．」のみを使用すると規定されている。

## その他
手書き毛筆の賞状、表彰状、感謝状等では、現代でも慣例として句読点を用いない。詩でも（特に短歌・俳句など）句読点を用いないことが多い。新聞のコラムでは句読点のかわりに別の記号を用いることがある（たとえば天声人語では通常の句読点のほかに「▼」を使っている）。
漫画では、主に児童向けの学習漫画で使われており、娯楽漫画では小学館のみが句読点を使用する。『ぴょんぴょん』を除く少女・女性向け雑誌の漫画には句読点を使用しない。これは、元々教育雑誌専門の出版社から始めたため、漫画が学年誌しか掲載されなかったことや、同社の娯楽雑誌部門を集英社に分離した過去があったことによる。
メールやインターネット上などのインフォーマルな文書で、三点リーダ（…）の代わりとして文中や文末で句読点を重ねて使う者がいる。連続する回数は場合や筆者によってまちまちで一定せず、通常の句読点と混在させる場合もある（例…「〜〜だと思うんですけど、、、、」「〜〜だと思います。。。。」など）。
その意味合いは人によってまちまちだが、「三点リーダよりも打ちやすい」「入力モードを半角にしなくてよい」などの手間を省く目的や、「語尾に余韻を持たせたい」「まだ言葉が足りない気がするが言葉が見つからない」「言葉を濁す」「焦慮を込める」など、文面に様々な含みを持たせる目的で使うという。ただし、この用法を学術的に調査した例は知られていない。